# Административно-территориальное деление Северо-Казахстанской области
Северо-Казахстанская область, как административно-территориальная единица Республики Казахстан подразделяется на 13 районов и город областного значения (административный центр области) Петропавловск.
В свою очередь, районы подразделяются на 190 сельских округов. В области 5 городов и 689 сёл, причём, каждый город является либо административным центром области (Петропавловск), либо центром района.

## История
В результате административно-территориальной реформы 1997 года в состав Северо-Казахстанской области были включены ряд районов упразднённой Кокчетавской области (современные Айыртауский (рц — село Саумалколь — бывшее Володарское), Акжарский (рц — село Талшик), район им. Габита Мусрепова (рц — село Новоишимское), Тайыншинский (рц — город Тайынша — бывший Красноармейск) и Уалихановский районы (рц — село Кишкенеколь — бывший Кзылту) с большим удельным весом казахского населения. В состав Северо-Казахстанской области в старых границах (до 1997 года) входили современные районы: Аккайынский район (рц — село Смирново), Есильский (рц — село Явленка), Жамбылский (рц — село Пресновка), район Магжана Жумабаева (рц — город Булаево), Кызылжарский (рц — село Бишкуль), Мамлютский (рц — город Мамлютка), Тимирязевский (рц — село Тимирязево), район Шал акына (рц — город Сергеевка), в которых преимущественно и в настоящее время проживает русское население.

## Районы

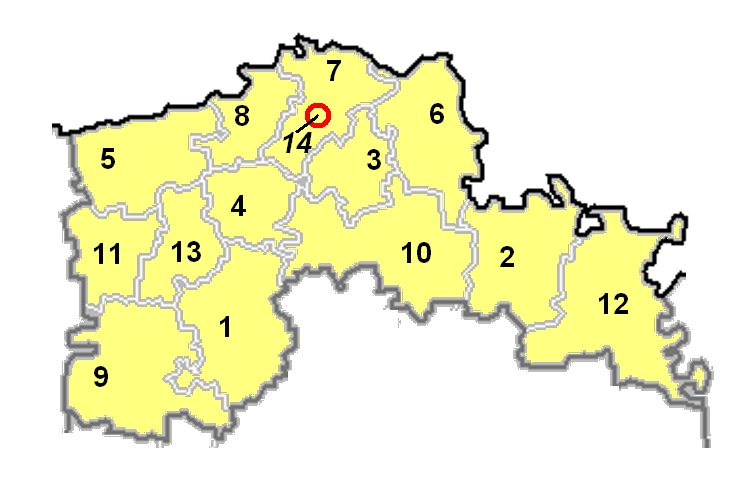
Районы Северо-Казахстанской области. 1 — Айыртауский, 2 — Акжарский, 3 — Аккайынский, 4 — Есильский, 5 — Жамбылский, 6 — Магжана Жумабаева, 7 — Кызылжарский, 8 — Мамлютский, 9 — имени Габита Мусрепова, 10 — Тайыншинский, 11 — Тимирязевский, 12 — Уалихановский, 13 — Шал акына, 14 — город областного значения Петропавловск.

| Номер | Название                                | Административный центр |
| ----- | --------------------------------------- | ---------------------- |
| —     | Город областного значения Петропавловск | Город Петропавловск    |
| 1     | Айыртауский район                       | Село Саумалколь        |
| 2     | Акжарский район                         | Село Талшик            |
| 3     | Аккайынский район                       | Село Смирново          |
| 4     | Есильский район                         | Село Явленка           |
| 5     | Жамбылский район                        | Село Пресновка         |
| 6     | Район Магжана Жумабаева                 | Город Булаево          |
| 7     | Кызылжарский район                      | Село Бишкуль           |
| 8     | Мамлютский район                        | Город Мамлютка         |
| 9     | Район имени Габита Мусрепова            | Село Новоишимское      |
| 10    | Тайыншинский район                      | Город Тайынша          |
| 11    | Тимирязевский район                     | Село Тимирязево        |
| 12    | Уалихановский район                     | Село Кишкенеколь       |
| 13    | Район Шал акына                         | Город Сергеевка        |

## Сельские округа

### Айыртауский район
1. Володарский сельский округ
2. Антоновский сельский округ
3. Арыкбалыкский сельский округ
4. Гусаковский сельский округ
5. Елецкий сельский округ
6. Константиновский сельский округ
7. Имантауский сельский округ
8. Камсактинский сельский округ
9. Казанский сельский округ
10. Каратальский сельский округ
11. Нижнебурлукский сельский округ
12. Лобановский сельский округ
13. Сырымбетский сельский округ
14. Украинский сельский округ

### Акжарский район
1. Талшикский сельский округ
2. Айсаринский сельский округ
3. Алкатерекский сельский округ
4. Восходский сельский округ
5. Кенащинский сельский округ
6. Кишикараойский сельский округ
7. Кулыкольский сельский округ
8. Ленинградский сельский округ
9. Майский сельский округ
10. Новосельский сельский округ
11. Совхозный сельский округ
12. Уялинский сельский округ

### Аккайынский район
1. Аралагашский сельский округ
2. Астраханский сельский округ
3. Сельский округ Шагалалы
4. Власовский сельский округ
5. Григорьевский сельский округ
6. Ивановский сельский округ
7. Киялинский сельский округ
8. Лесной сельский округ
9. Полтавский сельский округ
10. Смирновский сельский округ
11. Токушинский сельский округ
12. Черкасский сельский округ

### Район им. Габита Мусрепова
1. Новоишимский сельский округ
2. Андреевский сельский округ
3. Бирликский сельский округ
4. Возвышенский сельский округ
5. Дружбинский сельский округ
6. Кокалажарский сельский округ
7. Кырымбетский сельский округ
8. Ломоносовский сельский округ
9. Нежинский сельский округ
10. Новосельский сельский округ
11. Рузаевский сельский округ
12. Салкынкольский сельский округ
13. Тахтабродский сельский округ
14. Червонный сельский округ
15. Чистопольский сельский округ
16. Шоптыкольский сельский округ
17. Шукыркольский сельский округ

### Есильский район
1. Явленский сельский округ
2. Алматинский сельский округ
3. Амангельдинский сельский округ
4. Бескудукский сельский округ
5. Булакский сельский округ
6. Волошинский сельский округ
7. Заградовский сельский округ
8. Заречный сельский округ
9. Ильинский сельский округ
10. Корнеевский сельский округ
11. Николаевский сельский округ
12. Петровский сельский округ
13. Покровский сельский округ
14. Спасовский сельский округ
15. Тарангульский сельский округ
16. Ясновский сельский округ

### Жамбылский район
1. Архангельский сельский округ
2. Благовещенский сельский округ
3. Жамбылский сельский округ
4. Казанский сельский округ
5. Кайранкольский сельский округ
6. Кладбинский сельский округ
7. Майбалыкский сельский округ
8. Мирный сельский округ
9. Озерный сельский округ
10. Первомайский сельский округ
11. Пресновский сельский округ
12. Пресноредутский сельский округ
13. Троицкий сельский округ

### Кызылжарский район
1. Бишкульский сельский округ
2. Архангельский сельский округ
3. Асановский сельский округ
4. Берёзовский сельский округ
5. Бугровский сельский округ
6. Вагулинский сельский округ
7. Виноградовский сельский округ
8. Куйбышевский сельский округ
9. Кызылжарский сельский округ
10. Лесной сельский округ
11. Налобинский сельский округ
12. Новоникольский сельский округ
13. Петерфельдский сельский округ
14. Прибрежный сельский округ
15. Рассветский сельский округ
16. Рощинский сельский округ
17. Светлопольский сельский округ
18. Соколовский сельский округ
19. Якорский сельский округ

### Район Магжана Жумабаева
1. Авангардский сельский округ
2. Бастомарский сельский округ
3. Возвышенский сельский округ
4. Каракогинский сельский округ
5. Конюховский сельский округ
6. Лебяжинский сельский округ
7. Молодогвардейский сельский округ
8. Полудинский сельский округ
9. Сельский округ Аккайын
10. Сельский округ Алтын дан
11. Сельский округ Байтерек
12. Сельский округ Магжан
13. Сельский округ Ногайбай би
14. Тамановский сельский округ
15. Узынкольский сельский округ
16. Успенский сельский округ
17. Чистовский сельский округ

### Мамлютский район
1. Андреевский сельский округ
2. Беловский сельский округ
3. Воскресеновский сельский округ
4. Дубровинский сельский округ
5. Кызыласкерский сельский округ
6. Краснознаменский сельский округ
7. Леденевский сельский округ
8. Ленинский сельский округ
9. Новомихайловский сельский округ
10. Пригородный сельский округ
11. Становский сельский округ

### Тайыншинский район
1. Абайский сельский округ
2. Алаботинский сельский округ
3. Амандыкский сельский округ
4. Большеизюмовский сельский округ
5. Донецкий сельский округ
6. Драгомировский сельский округ
7. Зеленогайский сельский округ
8. Келлеровский сельский округ
9. Кировский сельский округ
10. Краснополянский сельский округ
11. Летовочный сельский округ
12. Мироновский сельский округ
13. Рощинский сельский округ
14. Тендыкский сельский округ
15. Тихоокеанский сельский округ
16. Чермошнянский сельский округ
17. Чкаловский сельский округ
18. Яснополянский сельский округ

### Тимирязевский район
1. Тимирязевский сельский округ
2. Аксуатский сельский округ
3. Белоградовский сельский округ
4. Дзержинский сельский округ
5. Дмитриевский сельский округ
6. Докучаевский сельский округ
7. Ишимский сельский округ
8. Интернациональный сельский округ
9. Комсомольский сельский округ
10. Ленинский сельский округ
11. Мичуринский сельский округ
12. Москворецкий сельский округ
13. Акжанский сельский округ
14. Степной сельский округ
15. Хмельницкий сельский округ
16. Целинный сельский округ

### Уалихановский район
1. Кишкенекольский сельский округ
2. Актуесайский сельский округ
3. Амангельдинский сельский округ
4. Бидайыкский сельский округ
5. Коктерекский сельский округ
6. Кайратский сельский округ
7. Карасуский сельский округ
8. Каратерекский сельский округ
9. Кулыкольский сельский округ
10. Тельжанский сельский округ
11. Чеховский сельский округ

### Район Шал акына
1. Афанасьевский сельский округ
2. Аютаский сельский округ
3. Городецкий сельский округ
4. Жанажолский сельский округ
5. Кривощёковский сельский округ
6. Новопокровский сельский округ
7. Октябрьский сельский округ
8. Приишимский сельский округ
9. Семипольский сельский округ
10. Ступинский сельский округ
11. Сухорабовский сельский округ
12. Юбилейный сельский округ